# Zamek Monte Christo

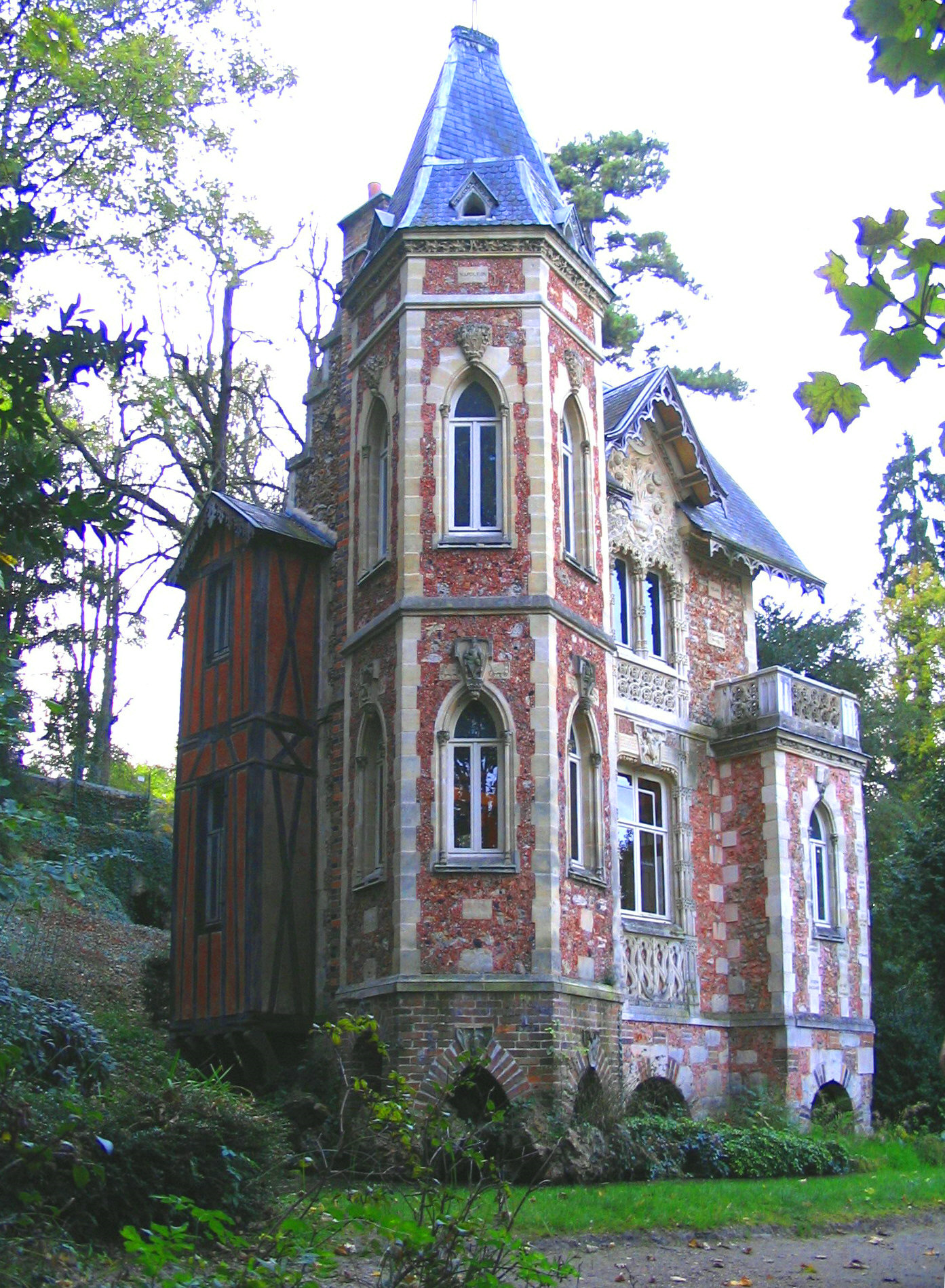
Pawilon zwany zamkiem d'If

Zamek Monte Christo – rezydencja francuskiego pisarza Aleksandra Dumasa ojca, wzniesiona w 1846 według projektu Hippolyte'a Duranda w stylu eklektycznym. Zamek otoczony jest parkiem angielskim o powierzchni 9 hektarów, całość położona jest w granicach administracyjnych gminy Port-Marly.

## Historia
Powstanie zamku wiązało się ściśle z ogromnym sukcesem powieści przygodowych Dumasa, w tym opublikowanego w 1845 Hrabiego Monte Christo. Autor zapragnął sam zamieszkać w na poły fantastycznych warunkach, które wykreował w tym ostatnim utworze, tworząc opis kilku rezydencji tytułowego bohatera. Osobiście wybrał również miejsce pod budowę nowej siedziby, zachwycony pejzażami departamentu Yvelines i sam nadzorował proces wykupywania upatrzonych działek ziemi od miejscowych chłopów. W swojej siedzibie wielokrotnie wyprawiał ogromne uczty na kilkadziesiąt osób (głównie dla znajomych ze środowiska literackiego), wydając niezwykle wysokie sumy pieniędzy. Największą sławę zdobyła uczta z 25 czerwca 1847, przeprowadzona na wzór przyjęcia, jakie urządził w swoim domu w Auteuil literacki Monte Christo. Dumas zatrudnił większą liczbę służących, niż był w stanie opłacić, zakupił również wyjątkowo drogie meble orientalne, utrzymywał ogród pełen rzadkich roślin i prywatny zwierzyniec.
W rezultacie nieumiejętnego gospodarowania pieniędzmi i upadku teatru, w który zainwestował, Dumas już w 1848 musiał sprzedać Monte Christo za cenę 31 tys. franków, o wiele niższą niż koszt budowy i utrzymania posiadłości. Zamek w rękach nowych właścicieli poważnie podupadł; po II wojnie światowej był już niemal całkowicie zrujnowany, a w latach 60. przewidziano jego rozbiórkę pod nowe osiedle mieszkaniowe. Obiekt uratowała najpierw reakcja miejscowych władz, które w latach 1969–1972 przeprowadziły pierwszy kapitalny remont, a następnie król Maroka Hassan II, który, zafascynowany szerokim wykorzystaniem motywów orientalistycznych zarówno w powieści Hrabia Monte Christo, jak i w wyposażeniu zamku, sfinansował remont zachowanych części zabytku i faktyczną odbudowę pozostałych. Od 1994 w rezydencji mieści się muzeum. Formalnym właścicielem posiadłości jest powołany w tym celu w 1969 związek, dużą rolę w jej animacji odgrywa zaś Stowarzyszenie Przyjaciół Aleksandra Dumasa ojca.

## Architektura
Główny zamek Monte Christo reprezentuje styl eklektyczny. Budynek ma trzy kondygnacje, wejście do niego prowadzi przez ganek i prostokątne drzwi bez portalu. Główną dekorację zewnętrzną stanowi zespół fryzów i reliefów na wszystkich poziomach obiektu; przeważają motywy florystyczne i geometryczne. Przed ganek po obydwu jego stronach wysuwają się alkierze, w których narożnikach usytuowano korynckie pilastry. Na narożnikach czworokątnego budynku znajdują się niewielkie kopuły i neorenesansowe hełmy.
W otaczającym ogród parku angielskim pisarz zlecił budowę neorenesansowego pawilonu zwanego zamkiem If (na cześć zamku z Hrabiego Monte Christo), który nakazał udekorować zespołem płaskorzeźb przedstawiających postacie i wydarzenia z jego utworów. Sam park wykorzystuje naturalne cechy ukształtowania powierzchni (kotlina Port Marly) oraz przepływające cieki wodne. 

## Galeria

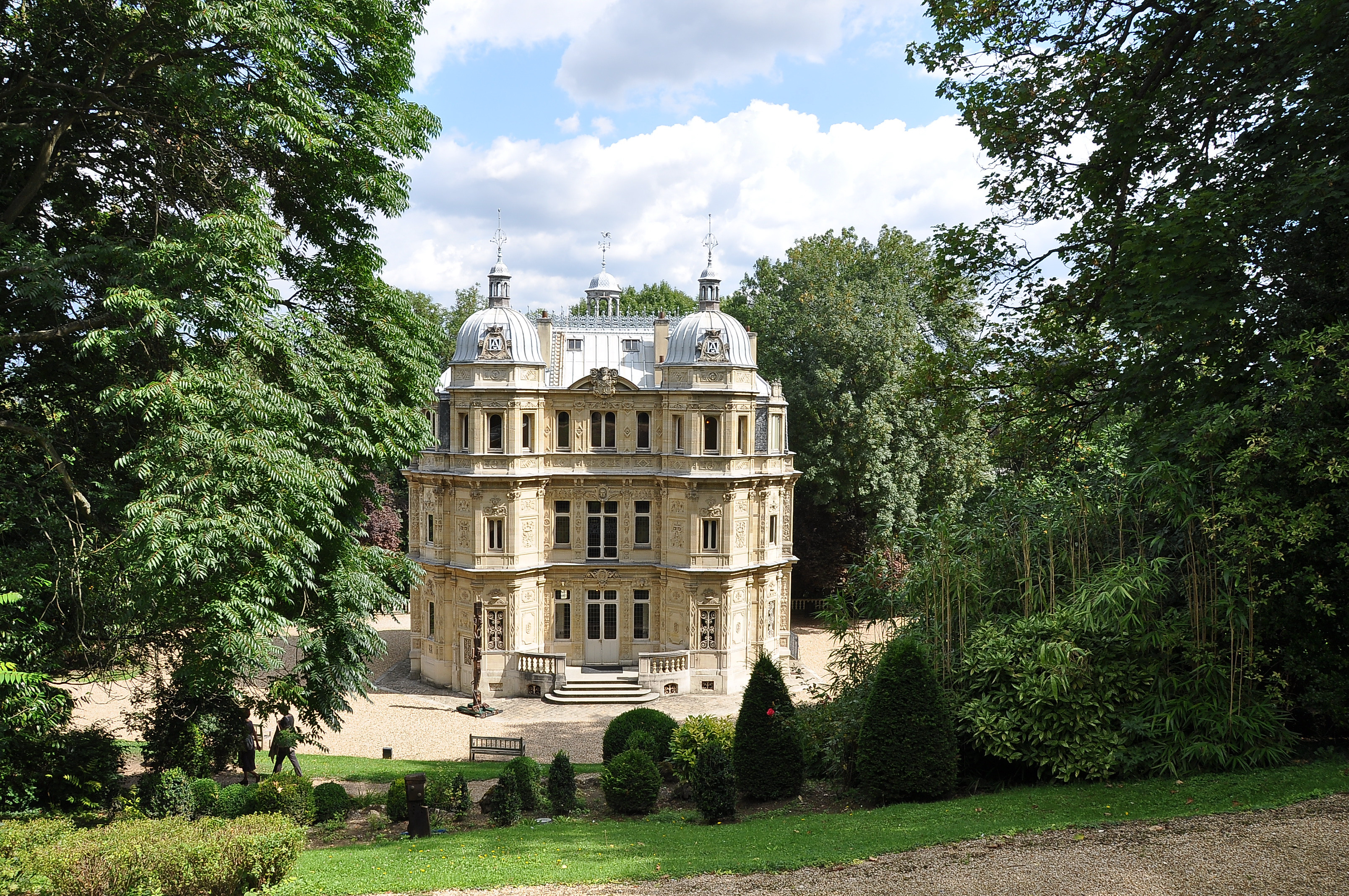
Zamek Monte Christo
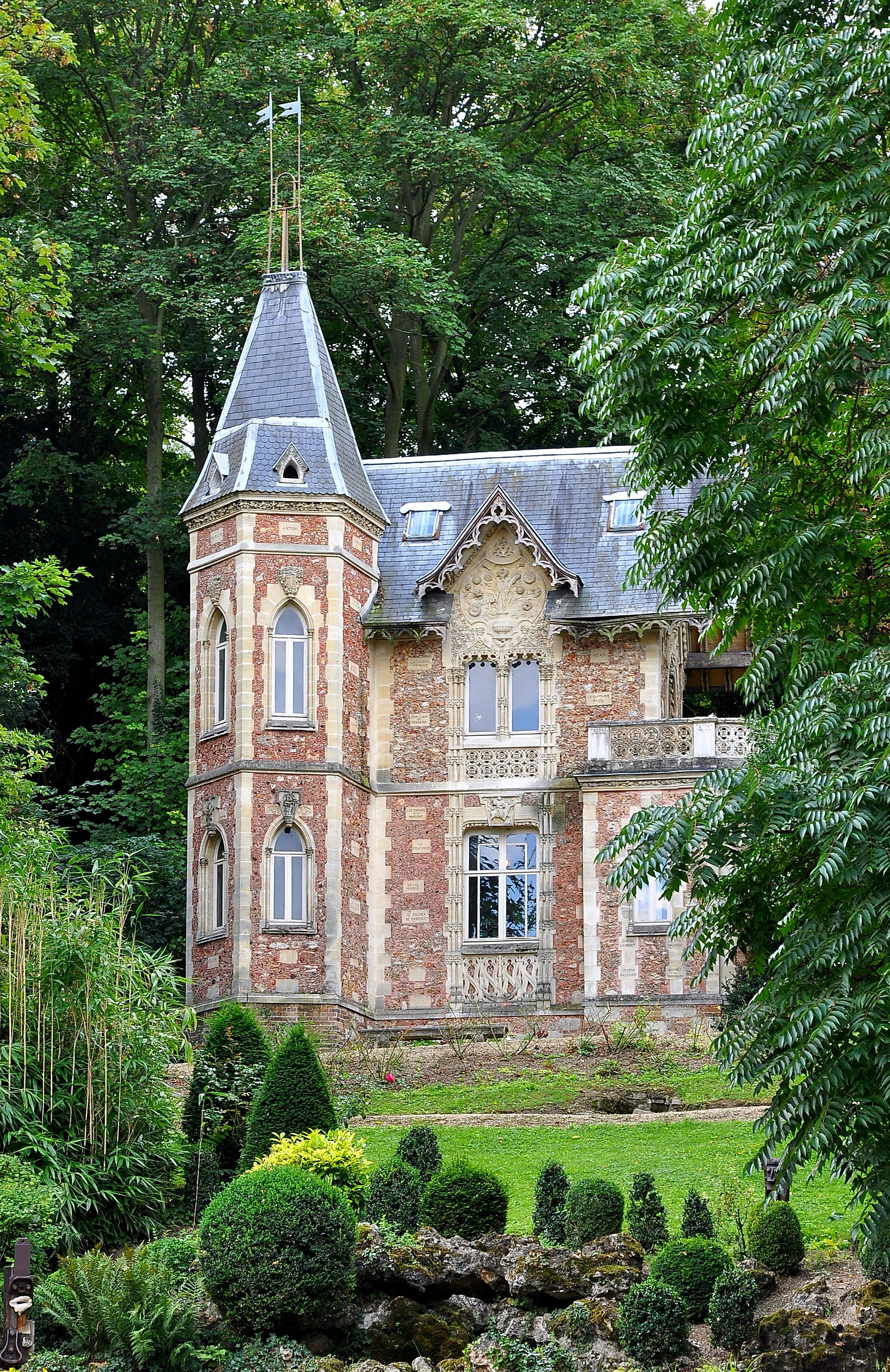
Zamek If widziany z zamku Monte Christo
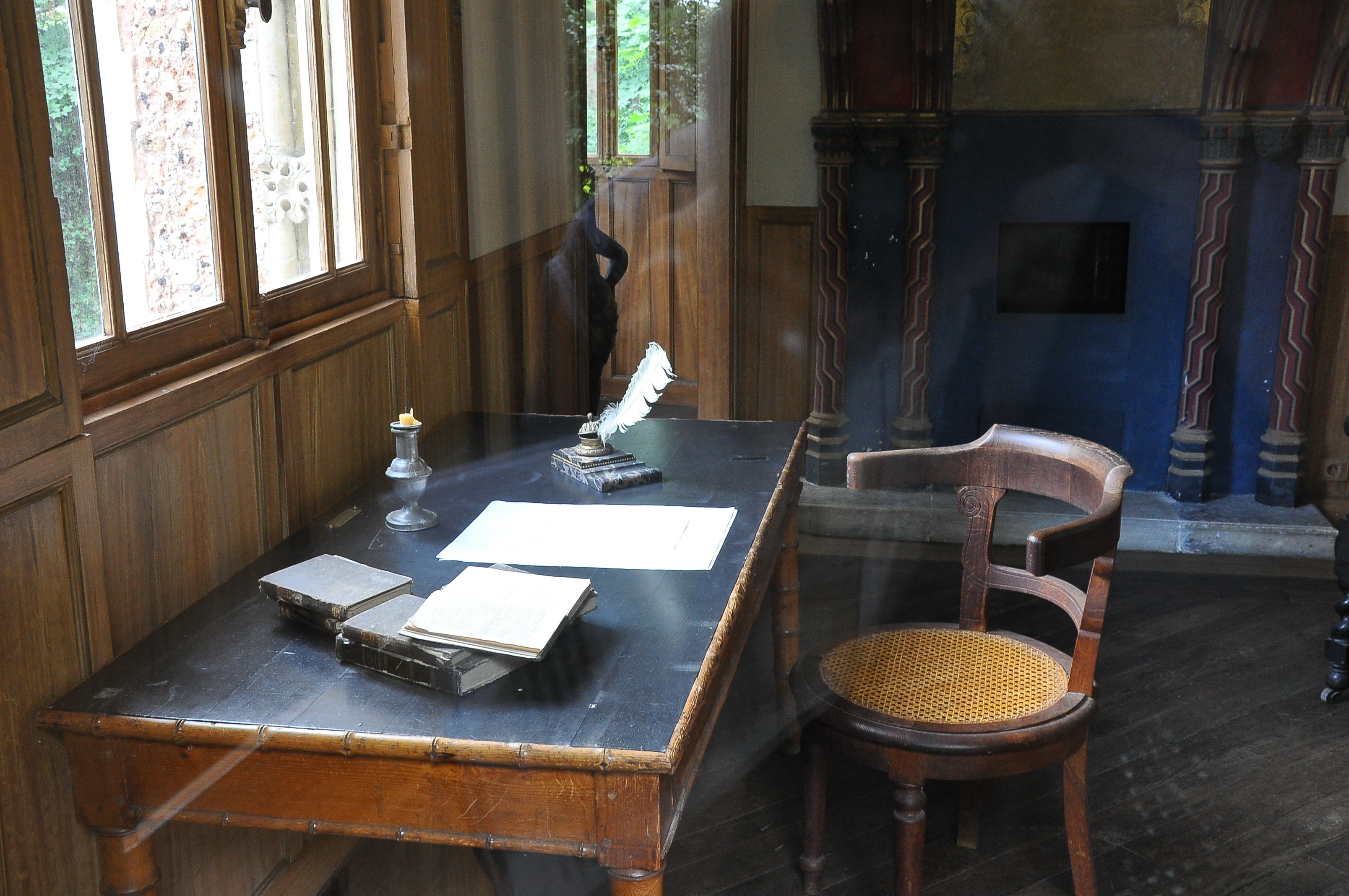
Miejsce pracy Alexandra Dumas w zamku If
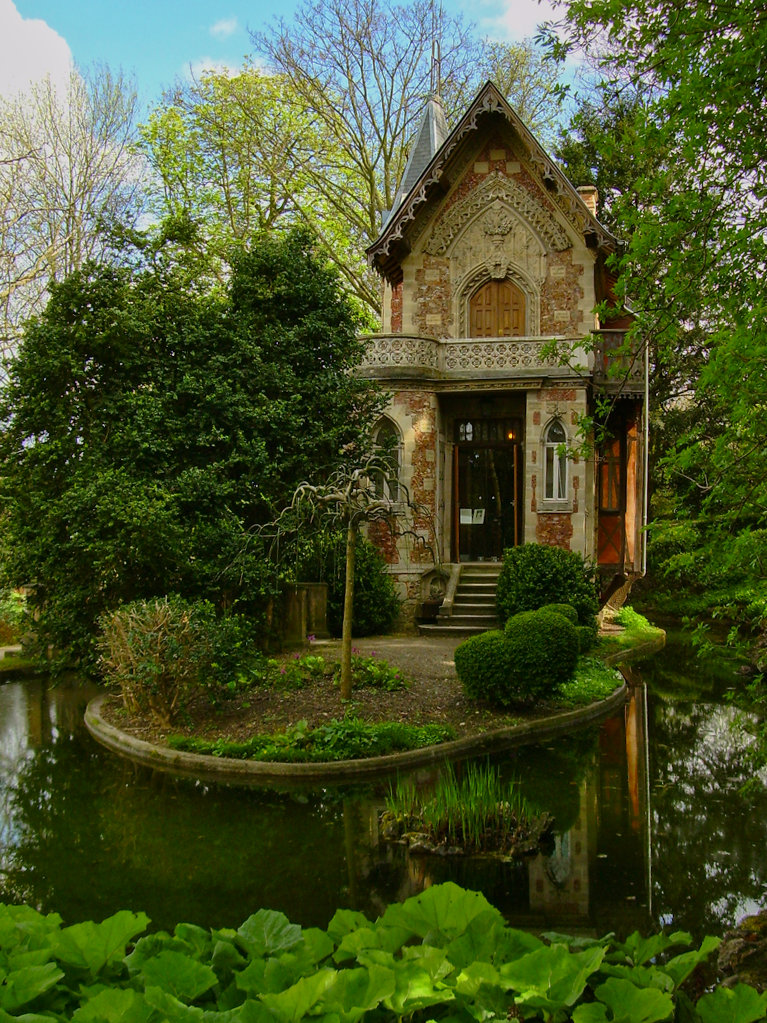
Zamek If
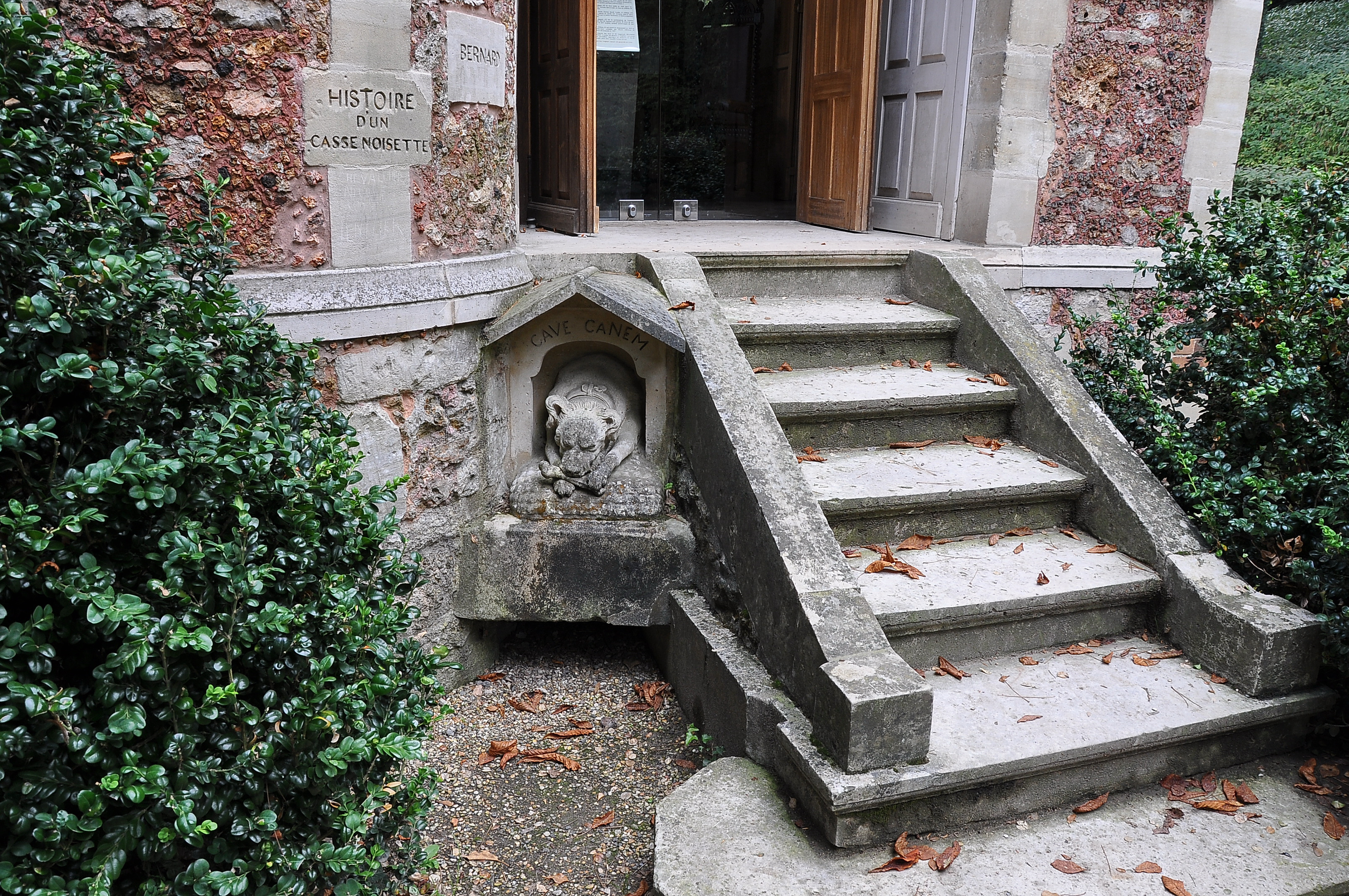
Schody prowadzące do zamku If
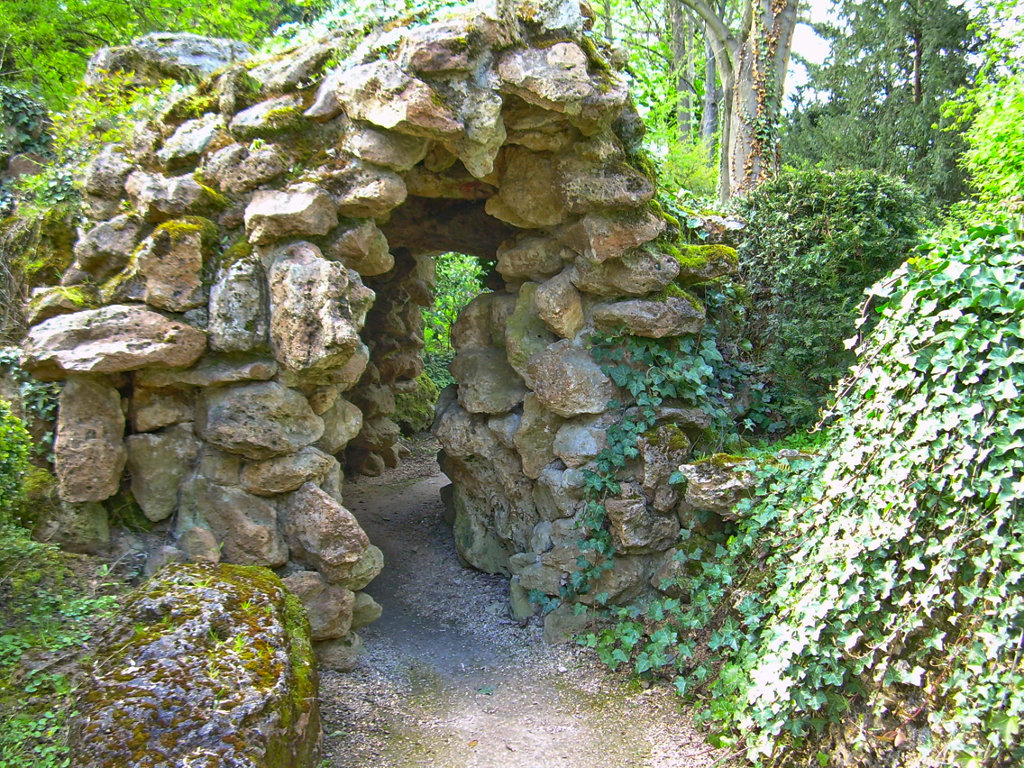
Sztuczna grota w ogrodzie zamkowym
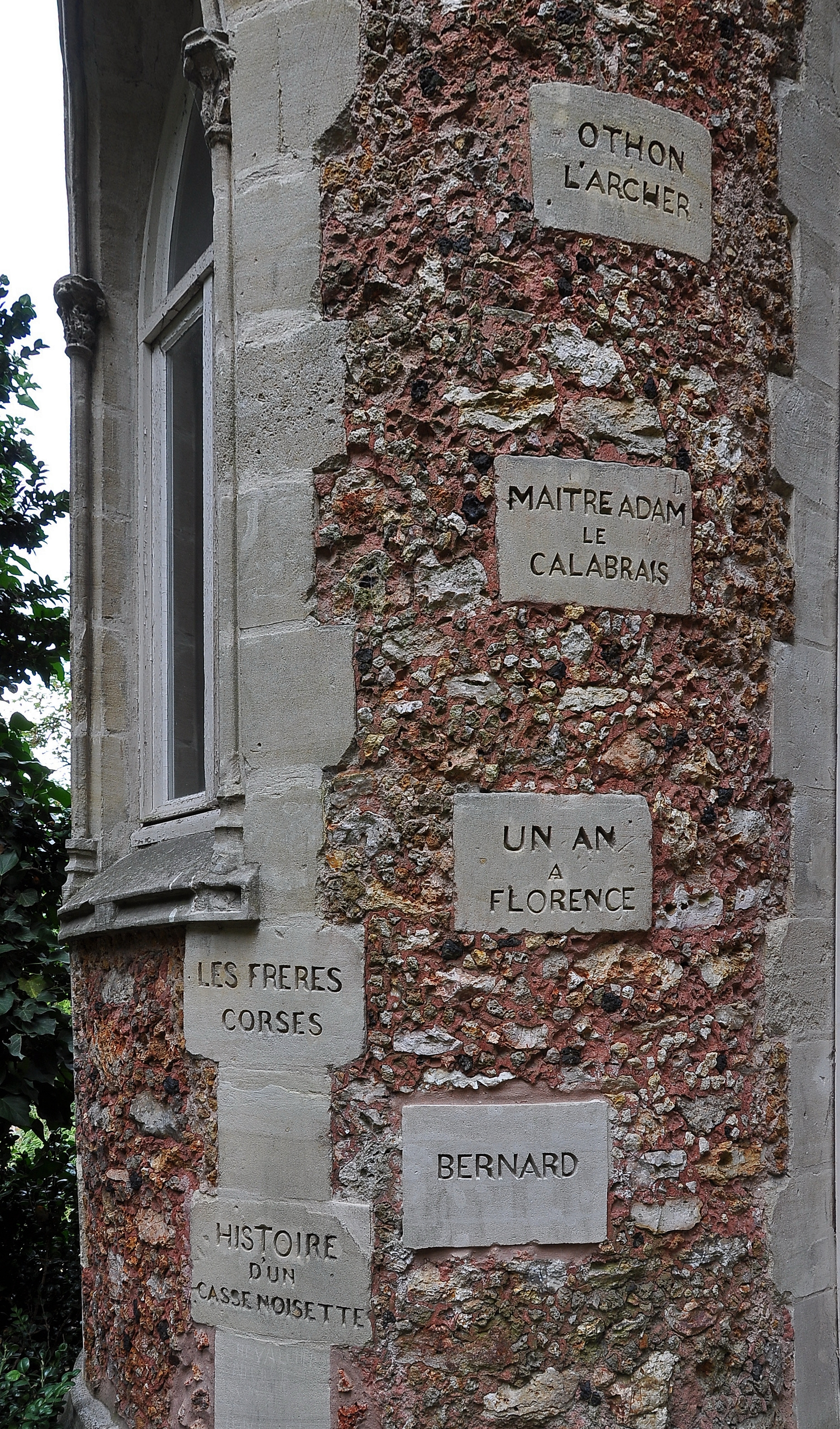
Tytuły 88 dzieł pisarza wyrzeźbione na murach zamku If